# Amorphozancle discata
Amorphozancle discata är en fjärilsart som beskrevs av W. Warren 1893. Amorphozancle discata ingår i släktet Amorphozancle och familjen mätare. Inga underarter finns listade i Catalogue of Life.